# 希利堂
希利堂（英語：Healy Hall）是乔治敦大学主校区头号历史建筑。希利堂建于1877年至1879年，由知名建筑师保罗·约翰内斯·派尔兹和约翰·史密斯梅尔设计，他们在此之前刚刚建造了美国国会图书馆托马斯·杰佛逊大楼。该建造于1964年被列入哥伦比亚特区历史名胜，1971年5月25日列入国家史迹名录，1987年12月23日成为美国国家历史名胜。

## 相片集

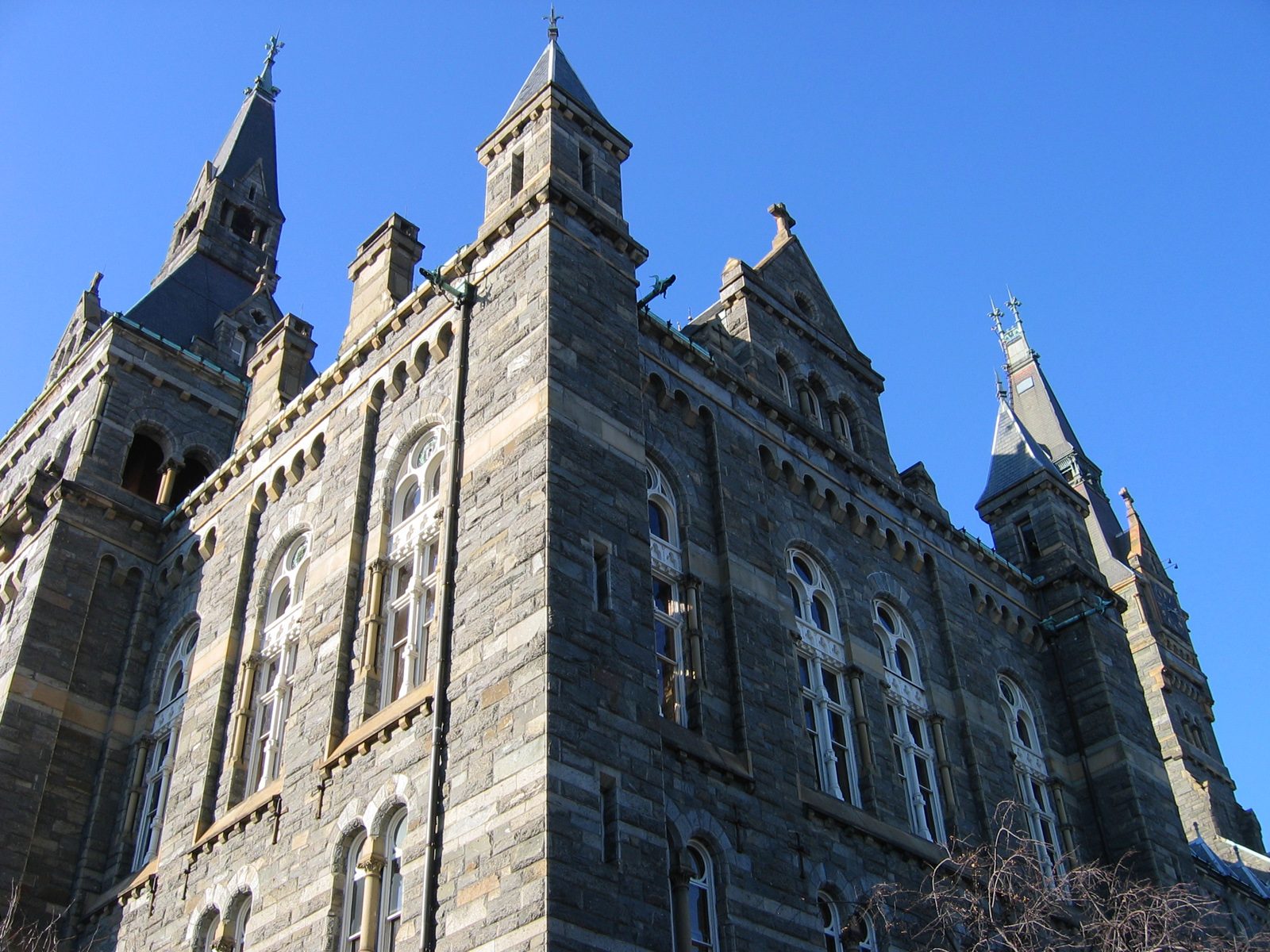
希利堂南侧
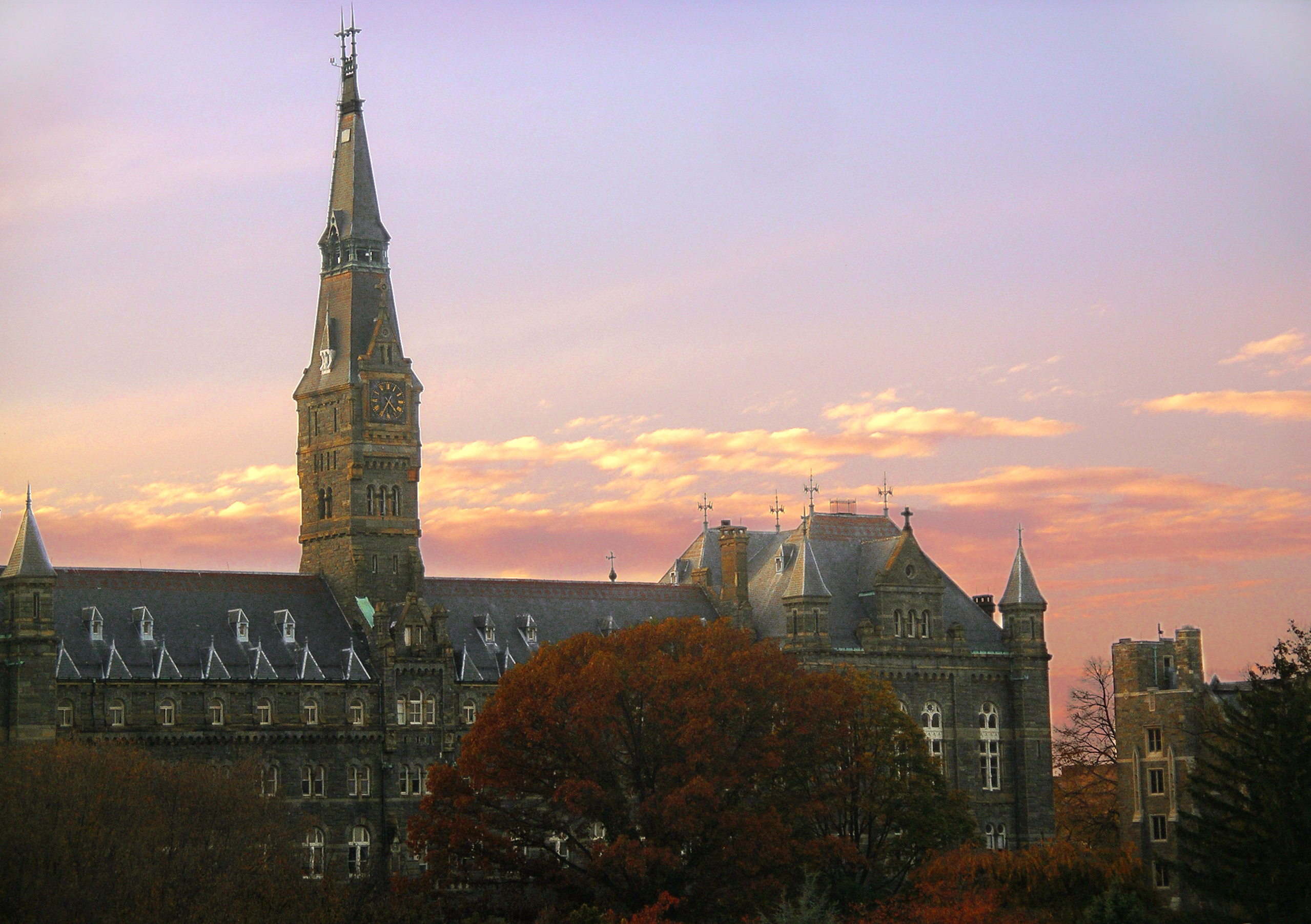
日落时的希利堂
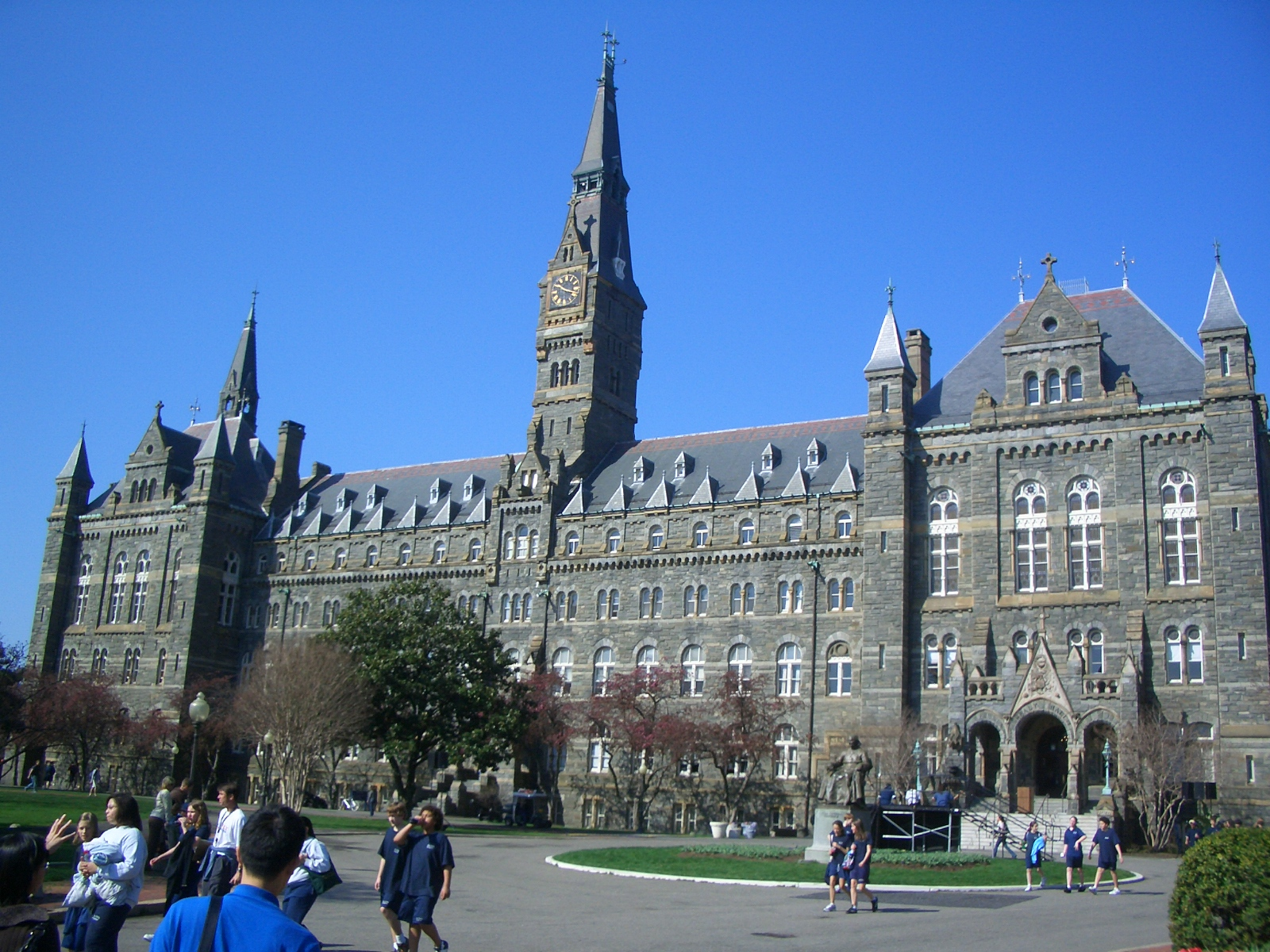
主入口
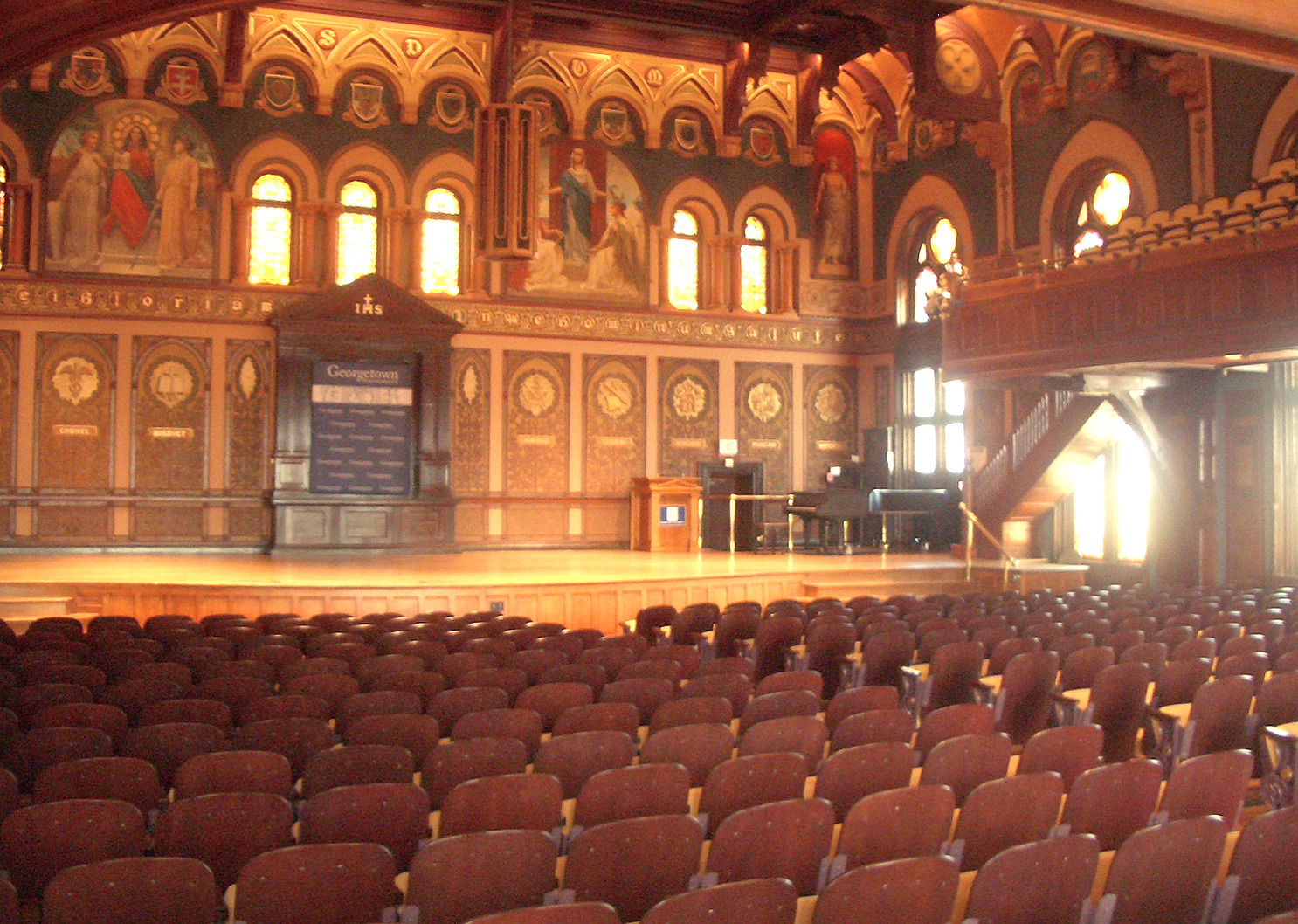
加斯顿厅
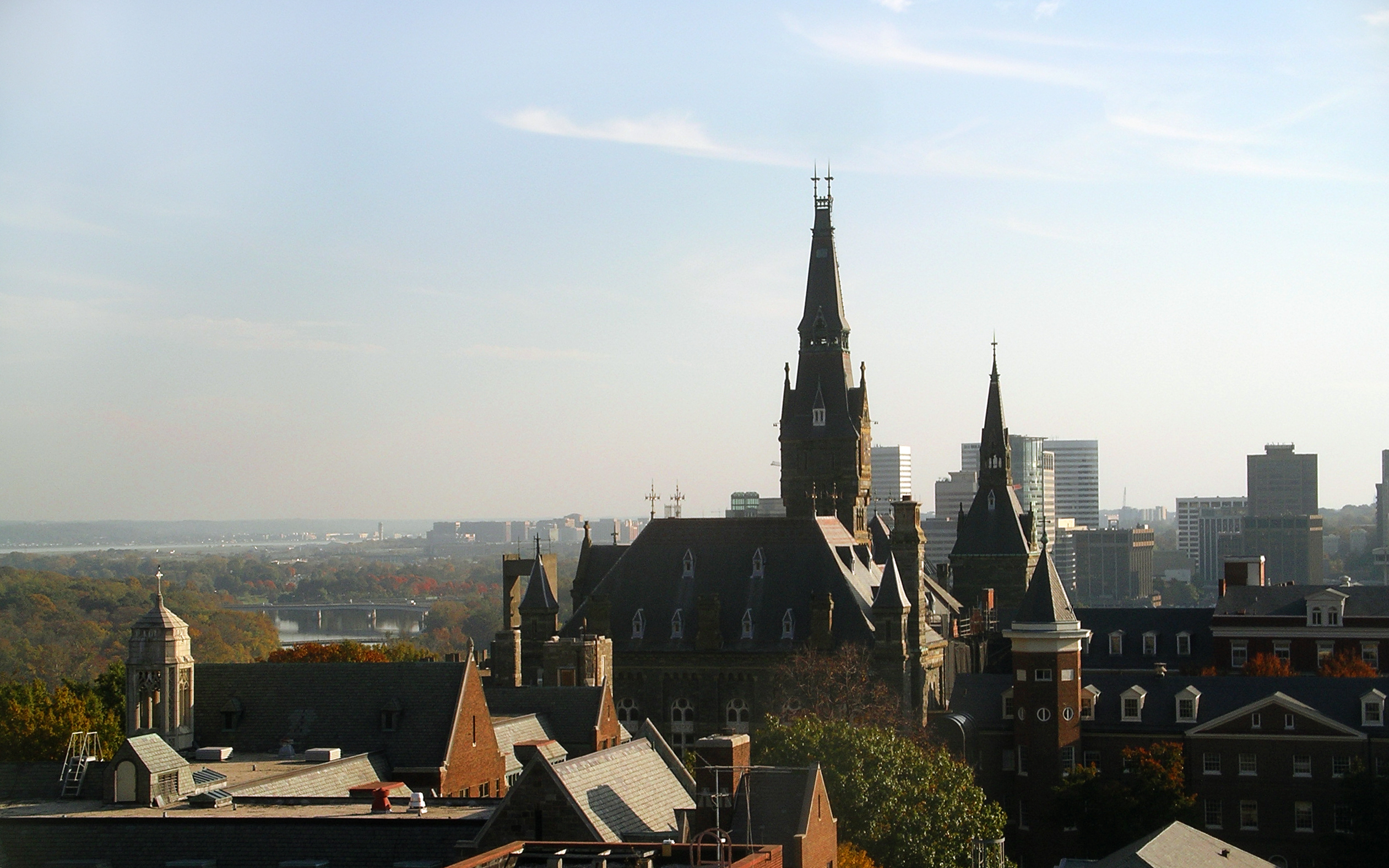
处于其他塔间的希利堂